# Turbina de gas

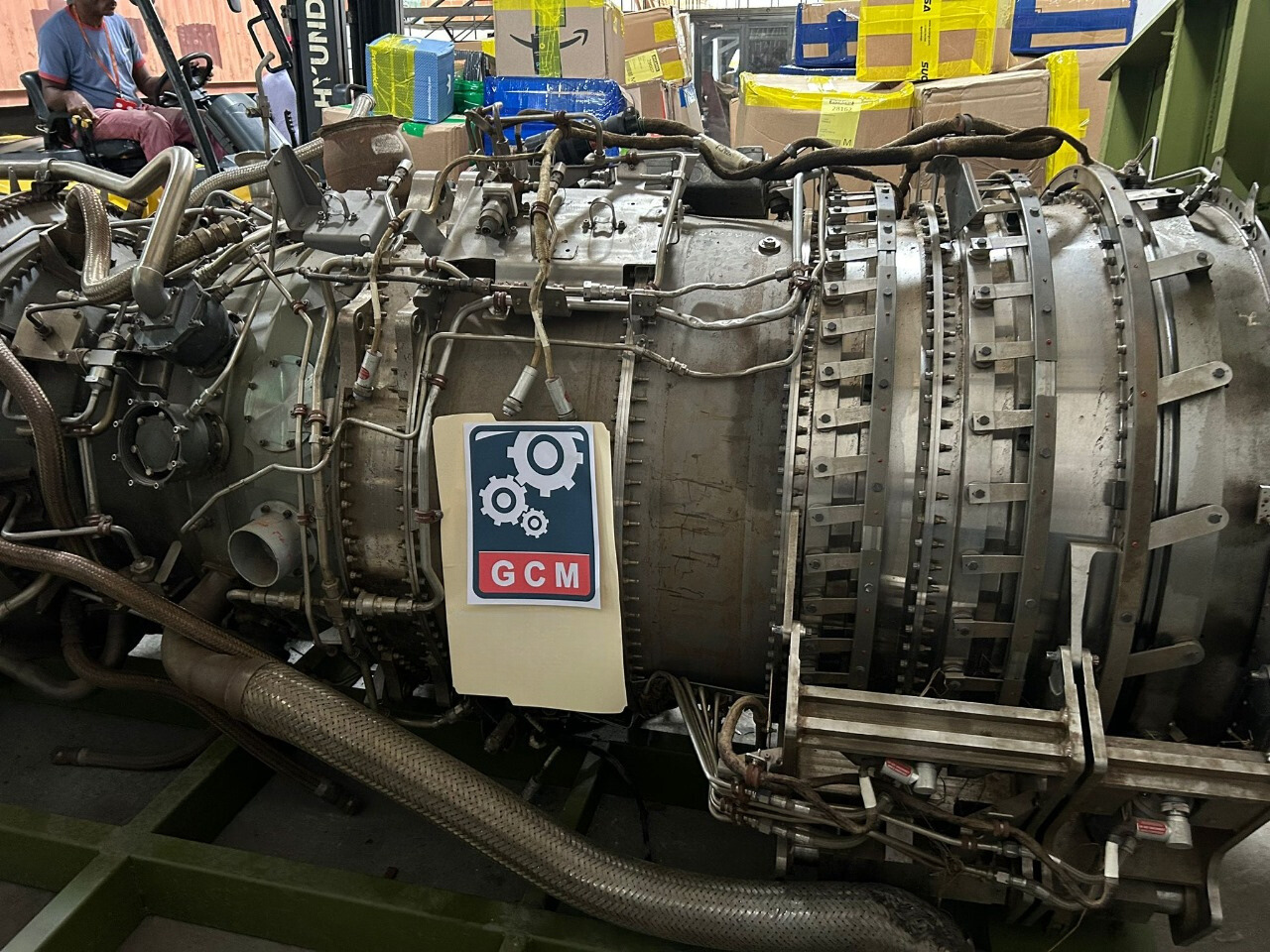
Imatge de prop d´una turbina de gas

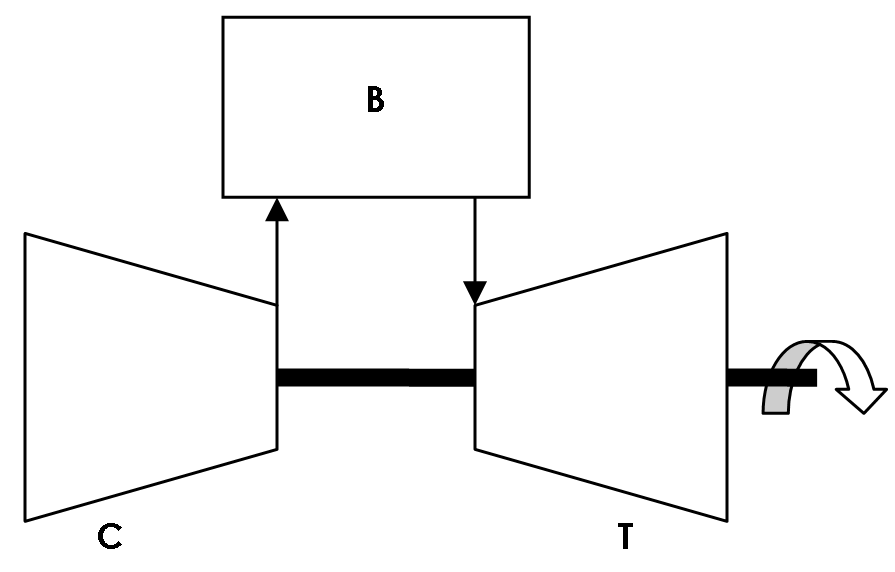
Figura 1. Esquema general d'una turbina de gas. En general, es tracta d'un eix muntat amb compressor C i turbina T, al qual s'intercala una cambra de combustió B

Una turbina de gas és una màquina tèrmica dins de la família dels motors de combustió interna a la que té lloc una combustió continuada. La configuració de les turbines de gas consta d'una cambra de combustió que aprofita l'energia química d'un flux continu de combustible i de dues etapes de turbomàquines, compressor i turbina. Aquest conjunt, mitjançant canvis en l'energia de pressió i cinètica del fluid de treball, dona una sortida en forma d'energia mecànica que s'aprofita per a la producció de potència o per a la propulsió d'un vehicle.
Es tracta d'un tipus de planta de potència que es pot fer servir per a múltiples aplicacions on es fa necessària una elevada relació potència/pes i un manteniment relativament menys costós. Com el seu nom indica, el seu fluid de treball és un gas. A diferència de les turbines de vapor, encara que funcionen amb substàncies en estat gasós, les seves característiques de disseny són diferents. La menció de gas com a fluid operant, és deguda al fet que es treballa lluny de la zona de liqüefacció del gas.

## Història
L'ús pràctic de les turbines de gas es va desenvolupar simultàniament a diferents llocs. La primera que es va fer servir per generar electricitat, fou desenvolupada per la Brown Boveri Company i va funcionar per primera vegada a Neuchatel, Suïssa, a 1939.
A aquest mateix any es feia el primer vol propulsat amb turbina de gas a Alemanya, gràcies al treball de Hans von Ohain a l'empresa aeronàutica Heinkel.

## Principi de funcionament

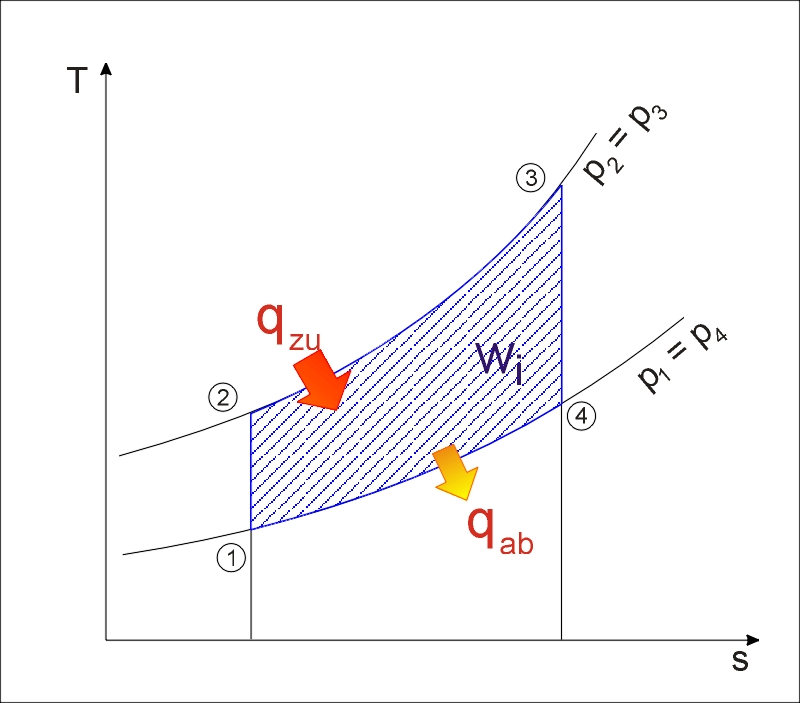
Figura 2. Cicle Brayton, 1-2 i 3-4 són processos isentròpics de compressió i d'expansió respectivament, 2-3 és la combustió a pressió constant. 4-1 en realitat es diu que es realitza a l'atmosfera terrestre

Les turbines de gas es configuren termodinàmicament mitjançant el cicle Brayton, al qual l'aire és comprimit isentròpicament, la combustió és a pressió constant i finalment, a la turbina s'expandeix l'aire isentròpicament tornant a la pressió ambient. A la pràctica això no s'aconsegueix, ja que la pressió i les turbulències causen ineficiències al cicle descrit.

## Mòduls que formen una turbina de gas
Degut a la definició anglesa que dona nom a la turbina de gas com a tal, és comú al llenguatge quotidià referir-se als motors dels avions com a turbines. Els motors de reacció són turbines de gas dissenyades per a propulsió, també anomenades "turboreactors", els quals són una de les possibles configuracions que constitueixen una turbina de gas.
L'ús del mot 'turbina de gas' pot ser confús, ja que hom pot considerar l'aparell com una simple combinació de cremador de gas seguit d'una turbina. En realitat, ja s'ha mostrat a la Figura 1, que estan formades per un compressor que comprimeix el gas a elevades pressions, seguit d'una cambra de combustió que s'encarrega de mesclar i cremar l'aire i d'una turbina que té com a funció extreure l'energia a la mescla de gas.
Les turbines de gas disposen, a més, de sistemes auxiliars necessaris per al funcionament de la instal·lació.

## Usos de les turbines de gas

### Turbines de gas per aviació
Vegeu l'article principal Motor de reacció
| 1 | Admissió     | 2  | Compressió-baixa pressió | 3 | Compressió-alta pressió         | 4 | Combustió            |
| - | ------------ | -- | ------------------------ | - | ------------------------------- | - | -------------------- |
| 5 | Escapament   | 6  | Secció calenta           | 7 | Turbina de baixa i alta pressió | 8 | Cambres de combustió |
| 9 | Secció freda | 10 | Entrada d'aire           |   |                                 |   |                      |

Figura 3. Secció transversal d'un turboreactor. Esquema d'un motor estàndard a reacció. L'aire d'entrada és comprimit per les pales o àleps del compressor, per ser seguidament barrejat amb el combustible a la cambra de combustió. La sortida dels gasos provoca l'impuls i fa girar les turbines, les quals mouen les pales de compressió. Noteu que l'eix de la turbina és únic i la rotació de les diferents parts és a la mateixa velocitat. El que canvia és la forma, l'orientació i disposició geomètrica dels àleps.

Els motors de reacció són turbines de gas optimitzades per a produir un empenyiment gràcies a l'increment de velocitat dels gasos a la sortida per la tovera. En el cas dels turboventilador s'ha d'afegir l'empenyiment addicional derivat del compressor de baixa pressió.
Es configuren de diferents maneres, tenint totes l'objectiu comú de moure més o menys fluid a menor o major velocitat respectivament, segons el règim de vol de les aplicacions. Teòricament partim del fet que l'empenyiment prové de l'adaptació de la segona llei de Newton com a equació de variació quantitat de moviment, per una aplicació a reacció amb velocitat de sortida constant, la força d'empenyiment dependrà del flux màssic i de la velocitat d'expulsió d'aquesta massa. Així doncs a les aplicacions aeronàutiques juguem amb aquestes dos variables pel disseny de l'aplicació, de les quals depèn el rendiment propulsiu del motor.
Així doncs, la major part de la potència generada a les turbines de gas aeronàutiques es dedica a propulsió i només una petita part s'extreu per a moure els equips auxiliars.

### Turbines industrials per a generació d'electricitat

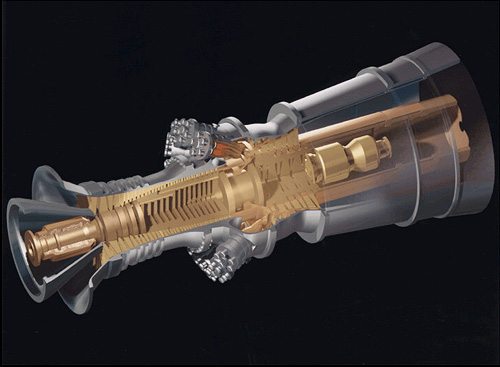
Figura 5. Turbina de gas de la sèrie GE H. Unitat de 480 MW amb 60% d'eficiència tèrmica per a configuracions de cicle combinat.

Des de la primera instal·lació de generació amb turbina de gas a Suïssa, amb una potència de 4 MW, ha crescut la base instal·lada a Europa d'aquest tipus d'instal·lacions.
Les turbines de gas per a producció d'energia es poden fer servir configurades de diferents maneres, segons les aplicacions.
Per a producció pura d'energia elèctrica es fan servir grups de turbines de gas o grups de cicle combinat amb un sistema afegit de turbina de vapor. En aquests casos el rendiment sol ser elevat (38% d'eficiència), major si es configuren com a planta de cogeneració (58% o més d'eficiència).
Per a cogeneració es poden fer servir diferents configuracions de centrals, que dependran de l'usuari final de la calor i l'electricitat.
En tot cas, la turbina de gas té els mateixos fonaments i, fins i tot, es fan servir les mateixes màquines per a diferents configuracions, així com es fan servir turbines aeroderivatives.

### Turbines de gas per a vehicles
La majoria de les turbines aeroderivatives, a causa de l'alta relació potència/pes, poden també fer-se servir a aplicacions marines (creuers, transbordadors), així com a tancs, com per exemple l'AMX-56 Leclerc o el M1 Abrams o aerolliscadors. Altres proves i investigacions s'han fet o s'estan fent per a altres tipus de vehicles, com per exemple trens d'alta velocitat, cotxes i motocicletes.